# Gare de Turin-Lingotto
La gare de Turin-Lingotto est une gare ferroviaire située au sud de la ville de Turin, dans la région du Piémont en Italie. Ouverte en 1960, elle est la troisième gare la plus importante de la ville après les gares de Porta Nuova et Porta Susa.